# Luísa de Noronha

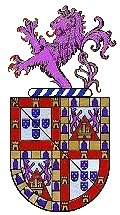
Escudo de Brasão da família Noronha.

Luísa de Noronha, foi uma fidalga portuguesa. Chegou aos Açores no século XVI.

## Biografia
Foi filha de Pedro Ponce de Leão, fidalgo da Casa Real e veador-mor da rainha D. Catarina, e de sua esposa, Helena de Noronha, da família dos Noronhas de que é chefe Afonso Henriques de Noronha, conde de Gijon e Noreña (filho bastardo de Henrique II de Castela) casado em 1375 com Isabel de Portugal, filha bastarda de Fernando de Portugal.
D. Luísa foi desposada por Heitor Homem da Costa, fidalgo da Casa Real, cavaleiro da Ordem de Cristo e senhor de uma tença anual de 20$000 reis, por mercê de Filipe II de Espanha datada de 1589, e herdeiro da casa e morgado de seus pais e avós, e da de seu tio, João Homem da Costa.

## Descendência
- Luís Homem da Costa Noronha, desposou D. Isabel da Silva Sampaio
- Helena Homem da Costa Noronha, desposada por Diogo Monteiro de Carvalho, corregedor nas ilhas dos Açores.